# 霓 (駆逐艦)
霓（にじ）は、大日本帝国海軍の駆逐艦。
「霓」は「虹」と同じ意味。
一説には「虹」が雄、「霓」が雌という。
遭難艦は艦名を引き継がないという原則があったために、同名艦はない。

## 艦歴

### 建造
発注時の艦名は第十二号水雷艇駆逐艇。
1898年(明治31年)
1月に起工、
8月27日に「第十二号水雷艇駆逐艇」を「霓」と命名。
1899年(明治32年)
10月18日に水雷艇籍の駆逐艇に類別、
12月16日進水。
1900年(明治33年)
1月1日竣工。
回航員は1月5日に到着し、
1月20日全員が乗艦した。
2月11日に「薄雲」と共に
イギリスを出港し、
5月26日横須賀に到着した。
6月22日、駆逐艇(水雷艇籍)は軍艦籍の駆逐艦に変更となり、
「霓」は軍艦籍に編入され駆逐艦に類別された。
6月23日から「霓」は大島沖と小柴沖で大砲公試発射、水雷公試発射を行い、
結果は良好だった。

### 喪失
同1900年に北清事変が起こり、7月22日、「霓」は「朧」と共に清国へ出勤し清国での警備を「薄雲」「陽炎」と交代することを命じられた。
「霓」と「朧」は7月26日に呉港を出港、「霓」は済州島での「薩摩丸」座礁を報じるために一旦引き返して、7月28日に対馬の竹敷に到着、再び清国へ向かった。
しかし7月29日、清国山東省南東岬沖で濃霧のため座礁した。
遭難の原因は艦位置の誤認であった。
船体の破壊が進み、8月3日午前8時45分に軍艦旗降下、「霓」は放棄された。
乗員は救援に来た「豊橋」に収容され、8月3日に佐世保に帰着した。
その後船体は水中に没した。
1901年(明治34年)4月8日除籍。

## 艦長
※艦長等は『日本海軍史』第9巻・第10巻の「将官履歴」に基づく。
回航委員長
- 財部彪 大尉：1899年7月25日 - 1899年10月6日

艦長
- 財部彪 少佐：1900年6月22日 - 1900年7月4日
- 荒川仲吾 大尉：1900年7月4日 - 1900年8月10日